# Regimantas Adomaitis
Regimantas Adomaitis (Comune urbano di Šiauliai, 31 gennaio 1937 – Vilnius, 20 giugno 2022) è stato un attore e politico lituano.

## Biografia
Adomaitis nacque a Šiauliai. Si laureò nella Facoltà di Fisica e Matematica presso l'Università di Vilnius. Più tardi studiò presso il conservatorio di Vilnius.
Nel 1985 prese posto come giurato nel 35º Festival internazionale del cinema di Berlino. Nel 1988 con altre 34 persone prominenti creò il Movimento Riformatore di Lituania, che portò alla dichiarazione dell'indipendenza della Lituania l'11 marzo 1990.
Visse a Vilnius, capitale della Lituania, dove lavorò come attore presso il Lithuanian National Drama Theatre.

## Filmografia
- Nobody Wanted to Die, regia di Vytautas Žalakevičius (1966)
- Re Lear, regia di Grigorij Kozincev (1971)
- Eto Sladkoe Slovo: Svoboda, regia di Vytautas Žalakevičius (1973)
- Devil's Bride (1974)
- Faktas, regia di Alimantas Grikiavicius (1981)
- The Trust That Has Burst (1984)